# Brödszen
Brödszen, 1936 bis 1938: Brödschen, 1938 bis 1945: Lugeck, litauisch Briedžiai ist ein verlassener Ort im Rajon Krasnosnamensk der russischen Oblast Kaliningrad.
Die Ortsstelle befindet sich an der Grenze zu Litauen an der Scheschuppe vier Kilometer nordöstlich von Pobedino (Schillehnen/Schillfelde) und ist von dort auf einem Weg zu erreichen.

## Geschichte

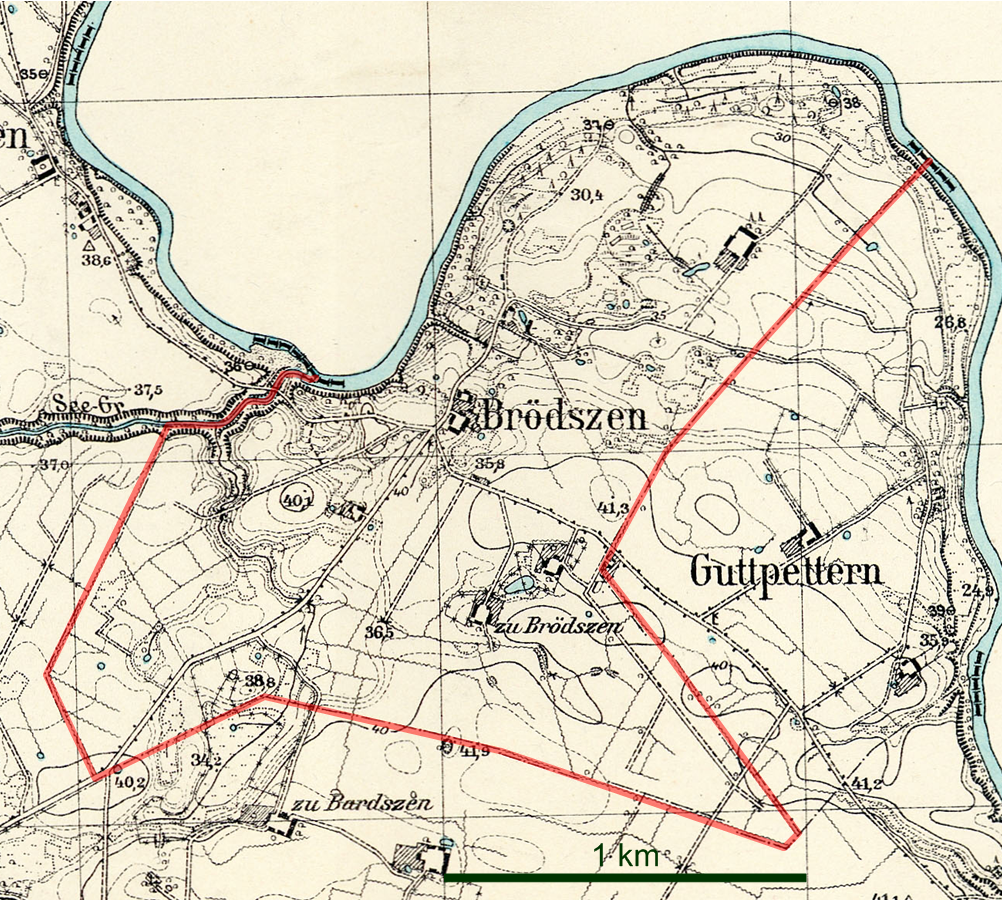
Die Gemeinde Brödszen auf einem Messtischblatt von 1927

Der Ort wurde seit 1556 erwähnt und zuerst mit Augspirtha, Bredtzkemey, Bredzen und Brödczen bezeichnet. Um 1780 war Brödschen ein königliches Bauerndorf. 1874 wurde die Landgemeinde Brödszen in den neu gebildeten Amtsbezirk Wisborienen im Kreis Pillkallen eingegliedert. 1936 wurde die Schreibweise des Ortes in Brödschen geändert und 1938 wurde er in Lugeck umbenannt. 1945 kam der Ort in Folge des Zweiten Weltkrieges mit dem nördlichen Ostpreußen zur Sowjetunion. Einen russischen Namen erhielt er nicht mehr.

### Einwohnerentwicklung
| Jahr | Einwohner | Bemerkungen                 |
| ---- | --------- | --------------------------- |
| 1867 | 89        |                             |
| 1871 | 80        |                             |
| 1885 | 73        |                             |
| 1905 | 60        | davon 28 litauischsprachige |
| 1910 | 61        |                             |
| 1933 | 61        |                             |
| 1939 | 42        |                             |

## Kirche
Brödszen/Lugeck gehörte zum evangelischen Kirchspiel Schillehnen. Die katholische Minderheit (1905:7 von 60 Bewohnern) war bis 1930 in Bilderweitschen und dann in Schillehnen eingepfarrt.